# فرانک اورست
فرانک اورست (انگلیسی: Frank Everist; April qtr. 1885 – ۳۰ اوت ۱۹۴۵) بازیکن فوتبال اهل بریتانیا بود.
از باشگاه‌هایی که در آن بازی کرده‌است می‌توان به باشگاه فوتبال ساوت‌همپتون، باشگاه فوتبال کرای واندررز، باشگاه فوتبال دارتفورد، و باشگاه فوتبال اورپینگتون اشاره کرد.